# آلن لونچار
آلن لونچار (به انگلیسی: Alen Lončar) (زادهٔ ۲۱ ژانویهٔ ۱۹۷۴) شناگر اهل کرواسی است.